# Mary Amdur
Mary Ochsenhirt Amdur (18 de fevereiro de 1921 - 16 de fevereiro de 1998) foi uma toxicologista e pesquisadora de saúde pública que trabalhava principalmente com poluição. Ela era encarregada de estudar os efeitos da Névoa de Danora de 1948, então ela pesquisou especificamente os efeitos de inspirar ácido sulfúrico, fazendo experimentos em porquinhos-da-índia. Suas descobertas sobre os efeitos respiratórios relacionados ao ácido sulfúrico, resultou em uma ameaça do seu patrocínio ser retirado e de perder seu emprego na Havard School of Public Health, em 1953. Sem se deixar intimidar, ela continuou a pesquisa em um papel diferente em Harvard, e, logo depois, no MIT e na New York University. Apesar da controvérsia relacionada ao seu trabalho, o mesmo foi usado para criação de medidas modelo para a questão da poluição do ar. No final da sua vida, ela recebeu vários prêmios e honras.

## Biografia
Mary Amdur nasceu em 1921 em Danora, Pensilvânia. Ela se formou em Química em 1943 na University of Pittsburgh, posteriormente fez pós-graduação em Bioquímica na Cornell University. Ela recebeu seu Ph.D. em Bioquímica em 1946, escreveu sua tese sobre o "Papel do Manganês e Colina na formação óssea do rato". Depois de conseguir seu Ph.D., ela trabalhou no Massachusetts Eye and Ear Infirmary, e logo após se juntou ao time de Philip Drinker na Harvard School of Public Health, em 1949. Em 1949, ela se casou com um cientista do mesmo campo de estudo, Benjamin Amdur, com quem ele teve um filho, David.

## Pesquisa
A American Smelting and Refining Company (ASARCO) fundou Drinker para investigar a Névoa de Danora de 1948, pois a empresa possuía interesse em mostrar que seus principais poluentes (ácido sulfúrico e dióxido de enxofre) não tiveram uma contribuição significativa para os danos causados pelo evento. Em meados de 1953, Amdur e seu marido desenvolveram um método de borrifar uma combinação de ácido sulfúrico e dióxido de enxofre em câmaras úmidas cheias de porquinhos-da-índia, com o objetivo de investigar o dano que iria causar ao seus pulmões. Porquinhos-da-índia foram usados, porque eles respiram mais profundamente pela boca, quando comparados com outros roedores menores que respiram pelo nariz. Os Amdur compraram os porquinhos-da-índia para esse mini projeto, e passou um feriado fazendo essa investigação.
Amdur apresentou os resultados do experimento para a American Association for the Advancement of Science, no encontro anual, em dezembro de 1953, indicando que inspirar a combinação de poluentes já mencionados acarreta efeitos dramáticos na respiração, perda de peso e doença de pulmão. Ela, depois, escreveu um artigo sobre os efeitos de níveis baixo de ácido sulfúrico em humanos, níveis similares aos da Névoa de Danora de 1948. O artigo, e sua tentativa de apresentar suas descobertas para a associação americana de higiene industrial, a causaram muitas dificuldades. Amdur foi abordada e ameaçada por dois marginais em um elevador no encontro anual da associação em 1954. Ela expôs sua pesquisa independentemente. Como Drinker recebia financiamento do ASARCO, a administração da empresa achou que eles iriam filtrar o que seria publicado. Assim que Amdur voltou do encontro, Drinker mandou que ela retirasse seu nome do artigo e retirasse do The Lancet, apesar do fato que o artigo já tinha sido aceito. Amdur recusou cumprir as ordens de Drinker, com isso sua posição do time foi retirada e ela teve que procurar outro emprego. O artigo nunca foi publicado.
Ela rapidamente achou um novo posto com James Whittenberge, presidente de Psicologia na Harvard School of Public Health, trabalhando com Dr. Jere Mead. Amdur continuou sua pesquisa sobre poluição do ar, a qual ela começou com Drinker, até sair em 1977, por causa da dificuldade de conseguir cargo para ela e seu colega, Sheldon Murphy, em Harvard, assim como porque ela precisava trabalhar com engenheiros para produzir produtos de combustão adequados. Amdur transferiu sua pesquisa para o Massachusetts Institute of Technology (MIT) e aceitou uma promoção para lecionar, assegurando financiamento por 12 anos. Quando ela se mudou, seu novo foco passou a ser o papel dos metais na inalação de ácido sulfúrico. Insatisfeita com a atenção que seu trabalho recebia no MIT, ela transferiu sua pesquisa mais uma vez para o Instituto de Medicina Ambiental na New York University em 1989, com o título de cientista pesquisadora, onde ela permaneceu até se aposentar em 1996.

## Prêmios
Em 1953, Amdur foi nomeada como um membro da Delta Omega Honorary Society em Saúde Pública. Em 1974, ela recebeu o prêmio Donald E. Cummings Memorial da Associação Americana de Higiene Industrial pelas suas contribuições e aplicação do seu conhecimento no meio concernente. O conselho da Academia Americana de Higiene Industrial a concedeu o prêmio Henry F. Smyth Jr. Em 1984 por identificar e satisfazer necessidades de pesquisas no campo profissional de higiene industrial. Em 1986, ela recebeu o prêmio Inhalation Section of the Career Achievement da Sociedade de Toxicologia. Também recebeu o prêmio Herbert E. Stockinger da American Conference of Governmental Industrial Hygienists em 1989. Ela ganhou, em 1988, o prêmio de Embaixador da Sociedade de Toxicologia. Depois, em 1997, ganhou o prêmio de mérito da mesma sociedade, em celebração das suas conquistas e suas contribuições para Toxicologia.

## Morte e legado
Ambur morreu dia 16 de fevereiro de 1998, por causa de um ataque cardíaco, quando voltava de um feriado no Havaí. Pelo menos três sociedades escreveram obituários e um livro de toxicologia é dedicado em sua memória. Um prêmio da Sociedade de Toxicologia foi criado com o seu nome por alunos e colegas. O prêmio Mary Amdur Student Award é apresentado na seção de Especialidade de Inalação e Respiração. Ambur é considerada a "mãe da pesquisa de névoa" e seu trabalho teve um grande papel no desenvolvimento de padrões de poluição do ar.